# Du Toit Nunataks
I Du Toit Nunataks sono un gruppo di nunatak compresi tra il Ghiacciaio Cornwall e il Ghiacciaio Glen, e demarcano il limite occidentale dei Monti Read della Catena di Shackleton, nella Terra di Coats in Antartide. 
Furono fotografati dagli aerei della U.S. Navy nel 1967 e indagati successivamente nel 1968-71 dalla British Antarctic Survey. Ricevettero questa denominazione dal Comitato britannico per i toponimi antartici in associazione con il gruppo dei geologi presenti nella zona, in onore del geologo sudafricano Alexander Logie du Toit.

## Elementi geografici significativi
- Hatch Plain
- Poldervaart Edge
- Spath Crest
- Zittel Cliffs